# Hagenmühle (Schauenstein)
Hagenmühle ist ein Gemeindeteil der Stadt Schauenstein im Landkreis Hof (Oberfranken, Bayern). Hagenmühle liegt in der Gemarkung Schauenstein.

## Geografie
Die Einöde liegt an der Selbitz. Ein Anliegerweg führt unmittelbar östlich zur „Kommerzienrat-Waldenfels-Straße“ (=Kreisstraße HO 26) des Gemeindeteils Schauenstein.

## Geschichte
Hagenmühle gehörte zur Realgemeinde Schauenstein. Gegen Ende des 18. Jahrhunderts bestand Hagenmühle aus einem Anwesen. Die Hochgerichtsbarkeit hatte das bayreuthische Vogteiamt Schauenstein. Das Kastenamt Kulmbach war Grundherr der Mühle.
Von 1797 bis 1810 unterstand Hagenmühle dem Justiz- und Kammeramt Naila. Infolge des Ersten Gemeindeedikts wurde Hagenmühle dem 1812 gebildeten Steuerdistrikt Schauenstein und der zugleich entstandenen Ruralgemeinde Schauenstein zugewiesen.

### Baudenkmal
- Haus Nr. 1: Mühle[7]

### Einwohnerentwicklung
| Jahr      | 001819 | 001861 | 001871 | 001885 | 001900 | 001925 | 001950 | 001961 | 001970 | 001987 | 002006 |
| Einwohner | *      | 9      | 11     | 10     | 6      | 4      | 4      | 4      | 4      | 2      | 4      |
| Häuser    |        |        |        | 1      | 1      | 1      | 1      | 1      |        | 1      |        |
| Quelle    | [ 5 ]  | [ 9 ]  | [ 10 ] | [ 11 ] | [ 12 ] | [ 13 ] | [ 14 ] | [ 15 ] | [ 16 ] | [ 17 ] |        |

## Religion
Hagenmühle ist evangelisch-lutherisch geprägt und bis heute nach St. Bartholomäus (Schauenstein) gepfarrt.